# Врхлаби
Врхлаби (чеш. Vrchlabí) град је у Чешкој Републици, у оквиру историјске покрајине Бохемије. Врхлаби је град у оквиру управне јединице Краловехрадечки крај, где припада округу Трутнов.

## Географија
Врхлаби се налази у северном делу Чешке републике. Град је удаљен од 135 км североисточно од главног града Прага, а од првог већег града, Храдеца Краловског, 70 км северно.
Град Врхлаби је смештен у области северне Бохемије. Град лежи котлини реке Лабе, на надморској висини од око 480 м. Град је највише веће насеље на датој реци европског значаја. Северно од града издиже се највише горје у Чешкој, Крконоше, које и граница као суседној Пољској. Изнад града налази се и најпознатије чешко зимско туристичко одредиште, Шпиндерлов Млин.

## Историја
Подручје Врхлаба било је насељено још у доба праисторије. Насеље под данашњим називом први пут се у писаним документима спомиње 1359. године као словенско насеље.
Године 1919. Врхлаби је постао део новоосноване Чехословачке. 1938. године Врхлаби, као насеље са немачком већином, је отцепљен од Чехословачке и припојено Трећем рајху у склопу Судетских области. После Другог светског рата месни Немци су се присилно иселили из града у матицу. У време комунизма град је нагло индустријализован. После осамостаљења Чешке дошло је до опадања активности тешке индустрије и до проблема са преструктурирањем привреде.

## Становништво
Врхлаби данас има око 13.000 становника и последњих година број становника у граду стагнира. Поред Чеха у граду живе и Словаци и Роми.

## Галерија
- Главни улица у Врхлаби
- Стара градска кућа
- Дворац Врхлаби, данас градска кућа

## Партнерски градови
- Trouville-sur-Mer
- Баунатал
- Ковари